# 2007年愛沙尼亞網絡戰
愛沙尼亞網絡戰是指從2007年4月底開始，愛沙尼亞面對大規模的網絡襲擊。黑客目標包括國會、政府部門、銀行以至媒體的網站，其攻擊規模廣泛而且深縱，事件在國際軍事界中廣受注目，普遍被軍事專家視為第一場國家層次的網絡戰爭。
網絡戰爆發時，愛沙尼亞正準備移走蘇俄時代的紀念銅像，不但引起國內俄人騷亂，俄羅斯政府亦作出嚴厲批評。愛沙尼亞指聲稱這場攻擊已超出一般黑客的能力，指控俄羅斯政府參與其事，但俄羅斯政府已多次否認。一些網絡專家指，要發動如此規模的攻擊，未必需要政府在背後操控，黑客可透過殭屍網絡控制各地電腦，集體發動攻擊。

## 背景
愛沙尼亞共和國是東北歐波羅的海三國之一。19世紀被俄羅斯吞併，俄國十月革命後獨立，二次大戰時再被史達林吞併，直至1991年蘇聯解體後，再次獨立。
2007年4月，愛沙尼亞決定將首都塔林的蘇俄時代軍事紀念像移到軍人墳場，該建議最先由首相安德魯斯·安西普提出，原意是利用愛國情緒，在三月國會大選中爭取中間偏右的選民，支持擁護自由市場的改革黨。但人口只有130萬人的愛沙尼亞，約有30萬俄人聚居，當蘇俄時代的紀念像在4月底被封時，數以百計的人群上街示威，攻擊劇院及藝術學院，大叫「俄羅斯！俄羅斯！」、「蘇聯萬歲」等口號，多間商舖被掠奪，逾千人被捕，一人被斬死。
事後愛沙尼亞監察間諜的人員指，俄國領事館人員在騷亂前，曾與示威領袖會面；同一時間，俄國政府組織的青年團亦包圍愛沙尼亞在莫斯科的大使館，揚言要堵毀大使館。當愛沙尼亞抗議後，俄羅斯外交部指責愛沙尼亞一手促成緊張局面；5月1日，俄國以「鐵路維修」為由，停止向愛沙尼亞出口石油和煤；俄國媒體報道事件時，形容一群「反法西斯」的學童正阻止愛沙尼亞摧毀紀念銅像，遭受到「野蠻的警察虐待」。

## 網絡戰
2007年4月27日，愛沙尼亞多個網站開始受到攻擊。大量網站被迫關閉，一些網站的首頁被換上俄國宣傳口號及偽造的道歉聲明，該國總統的網站同樣倒下。
在連串攻擊浪潮中，最先報紙和電視台受襲，之後到學校，最後蔓燃至銀行。近年愛沙尼亞正推動電子政府，高度倚賴電子網絡支持日常運作，攻擊爆發後，在當地引起巨大震動。一些網站原本每月只有1000人瀏覽，但遇襲期間，每秒已有2000人登入。
攻擊的第一次高峰出現在5月3日，當天莫斯科爆發最激烈的示威抗議。另一次高峰是5月8日和9日，歐洲各國紀念戰勝納粹德國，攻擊同步升級，最少六個政府網站被迫停站，當中包括外交和司法部。最後一次攻擊高峰是15日，該國最大的幾家銀行被迫暫停國外連線。
三輪網絡攻擊的焦點目標包括：愛沙尼亞總統和議會網站、政府各部門、各政黨、六大新聞機構中的三家、最大兩家銀行以及通訊公司。
該國官員指他們已變成首個網絡戰爭的受害國。愛沙尼亞兩大報之一的《郵政時報》的編輯直指：「毫無疑問，網攻源自俄羅斯，這是一次政治攻擊。」該報網站受到攻擊後，已經關閉了國外用戶通道有一周時間。
包括愛沙尼亞首相在內均指，雖然今次攻擊看似來自世界各地的電腦，但國防官員追查攻擊時，發現原始攻擊直接來自俄羅斯，部分域名還以俄羅斯總統普京的名義登記，但俄羅斯多次否認與事件有關，並抨擊愛沙尼亞虛構指控。俄羅斯駐愛沙尼亞大使弗拉基米爾·奇若夫向《衛報》指：「說攻擊來自俄羅斯或俄政府是嚴重指控，你必須拿出證據來。網絡空間無處不在。我個人不支持這種行為，但人們應該先搞清楚襲擊者來自哪裡，為什麼發動攻擊。」
北約指今日愛沙尼亞面對的情況，可能是其他人明日的遭遇，對事件表示關切。國際先驅論壇報亦指，兩名北約資深專家已聯同美國成員，趕到愛沙尼亞了解事故。來自北約成員國和北約的「反網絡恐怖」組織NCSA的專家在美國西雅圖舉行了專門會議，相討對策。
事發期間，網絡上流傳一批文件，教人如何攻擊愛沙尼亞網站，文章亦呼籲網民推動這次全球首見的網路戰爭。

## 應對
愛沙尼亞面對的襲擊手法，主要是換面攻擊、分散式阻斷服務。為應付龐大攻擊，愛沙尼亞曾成立電腦緊急事件應變小組，他們追縱攻擊者時，發現源頭來自越南、美國全球各地的電腦，懷疑黑客可能利用僵屍網絡發動分散式拒絕服務攻擊。
愛沙尼亞曾大量關閉對外通訊，抵抗外國黑客入侵；鄰國瑞典亦將進入愛沙尼亞的異常流量預先封鎖。事發後，北約成員國之間並無保護網絡襲擊的條款，在事件中只派出觀察員到愛沙尼亞協助。
2008年，愛沙尼亞國防部網路安全戰略委員會發表《爱沙尼亚共和国网络安全战略》，除改善既有網路缺點之外，並配合愛沙尼亞國家行動計畫，之後再透過國際合作來完成。